# Abierto Internacional BMW
El Abierto Internacional BMW es un torneo masculino de golf que se celebra desde el año 1989 en Alemania. Tiene lugar en junio como parte de la European Tour y tiene una bolsa de premios de 2 millones de euros, idéntica a la del Masters de Alemania, el otro certamen alemán de golf de la gira. La cancha usada desde 1997 es el Golfclub München Eichenried de la ciudad de Múnich, sede del auspiciante BMW. En 2012 y 2014 se realizó en el Golf Club Gut Lärchenhof de Colonia.

## Ganadores
| Año  | Golfista             | Golpes      |
| ---- | -------------------- | ----------- |
| 2022 | Li Haotong           | 266 (-22)PO |
| 2021 | Viktor Hovland       | 269 (-19)   |
| 2019 | Andrea Pavan         | 273 (-15)PO |
| 2018 | Matt Wallace         | 278 (-10)   |
| 2017 | Andrés Romero        | 271 (-17)   |
| 2016 | Henrik Stenson       | 271 (-17)   |
| 2015 | Pablo Larrazábal     | 271 (-17)   |
| 2014 | Fabrizio Zanotti     | 269 (-19)PO |
| 2013 | Ernie Els            | 270 (-18)   |
| 2012 | Danny Willett        | 277 (−11)PO |
| 2011 | Pablo Larrazábal     | 272 (-16)PO |
| 2010 | David Horsey         | 270 (−18)   |
| 2009 | Nick Dougherty       | 266 (−22)   |
| 2008 | Martin Kaymer        | 273 (−15)PO |
| 2007 | Niclas Fasth         | 275 (−13)   |
| 2006 | Henrik Stenson       | 273 (−15)PO |
| 2005 | David Howell         | 265 (−23)   |
| 2004 | Miguel Ángel Jiménez | 267 (−21)   |
| 2003 | Lee Westwood         | 269 (−19)   |
| 2002 | Thomas Bjørn         | 264 (−24)   |
| 2001 | John Daly            | 261 (−27)   |
| 2000 | Thomas Bjørn         | 268 (−20)   |
| 1999 | Colin Montgomerie    | 268 (−20)   |
| 1998 | Russell Claydon      | 270 (−18)   |
| 1997 | Robert Karlsson      | 264 (−24)PO |
| 1996 | Marc Farry           | 132 (−12)*  |
| 1995 | Frank Nobilo         | 272 (−16)   |
| 1994 | Mark McNulty         | 274 (−14)   |
| 1993 | Peter Fowler         | 267 (−21)   |
| 1992 | Paul Azinger         | 266 (−22)PO |
| 1991 | Sandy Lyle           | 268 (−20)   |
| 1990 | Paul Azinger         | 277 (−11)PO |
| 1989 | David Feherty        | 269 (−19)   |